# 私立恵比寿中学秋田分校
私立恵比寿中学秋田分校（しりつえびすちゅうがく あきたぶんこう、略称：秋田分校）は、かつて私立恵比寿中学が秋田県で開催していたライブイベント。秋田県公式観光＆文化大使「あきた美の国ガールズ」を務める私立恵比寿中学がライブなどを通して秋田の魅力発信と地域経済の活性化していた。

## 概要
私立恵比寿中学秋田分校（秋田分校）は、女性アイドルグループの私立恵比寿中学（えびちゅう、エビ中）が2015年から秋に秋田県で開催しているイベント型情報発信系コンサート。コンセプトは「秋田の魅力発信」と「地域経済の活性化」。ABS秋田放送が主催。
秋田分校には、超神ネイガー、秋田市竿燈会、ドンパン娘、明桜高校 吹奏楽部、大曲高校 合唱部、なまはげ郷神楽、秋田犬保存会といった秋田県の地元団体等が参加している。
エビ中出席番号11番の小林歌穂が秋田分校の生徒会長を務める。秋田と関わりを深める中で感じていることについて小林は「秋田の方は優しくて温かい。いつも街全体で迎えてくれます。『待っていたよ』と盛り上げてくれるのが本当にうれしい。（略）皆さん朗らかで、いつもほっこりして帰っています。」と語っている。
2019年10月19日に開催した第5回目の秋田分校では、佐竹敬久秋田県知事がサプライズ登場し、秋田県の観光や文化を全国的に情報発信する公式大使「あきた美の国ガールズ」に私立恵比寿中学を任命した。
| 開催日                | タイトル                                                      | 会場                            | 開場 / 開演   |
| --------------------- | ------------------------------------------------------------- | ------------------------------- | ------------- |
| 2015年9月22日（火休） | 私立恵比寿中学秋田分校 はじめての学芸会！                     | 秋田市文化会館 大ホール         | 16:00 / 16:30 |
| 2016年10月15日（土）  | 私立恵比寿中学秋田分校〜地域と変革の学芸会〜                  | 秋田県民会館 大ホール           | 15:00 / 16:00 |
| 2017年11月11日（土）  | 私立恵比寿中学秋田分校〜学芸会は3杯目が一番美味い〜           | 秋田県民会館 大ホール           | 15:00 / 16:00 |
| 2018年10月20日（土）  | 私立恵比寿中学秋田分校〜この町と人と学芸会が好きだから〜      | 秋田県立体育館                  | 14:30 / 15:30 |
| 2019年10月19日（土）  | 私立恵比寿中学秋田分校〜5th Anniversary of our gakugeeeekai〜 | 秋田県立体育館                  | 14:30 / 15:30 |
| 2021年11月6日（土）   | 私立恵比寿中学秋田分校〜おらが美の国フェス2021〜              | 秋田市文化会館 大ホール         | 13:00 / 14:00 |
| 2022年11月26日（土）  | 私立恵比寿中学秋田分校〜お待たせしました美の国感謝祭〜        | あきた芸術劇場ミルハス 大ホール | 13:00 / 14:00 |
| 2023年11月11日（土）  | 私立恵比寿中学秋田分校〜変わっていくことと変わらないもの〜    | あきた芸術劇場ミルハス 大ホール | 14:00 / 15:00 |
| 2024年11月16日（土）  | 私立恵比寿中学秋田分校FINAL〜フィナーレはいつも笑顔で〜       | あきた芸術劇場ミルハス 大ホール | 14:00 / 15:00 |

## 歩み
2014年にABS秋田放送で放送していたテレビアニメ「たまこちゃんとコックボー」で、キャラクター・モグPの声を当時のエビ中メンバーである廣田あいか（ぁぃぁぃ）が務めた。
2014年9月27日、イオンモール秋田特設会場で開催された「ABSまつり2014」に「私立恵比寿中学オータムソニー・ミュージックレーベルズハヌケツアー2014〜どうかせんぱちぱちhahahaん〜」の一環としてエビ中がゲスト出演しフリーライブを行った。廣田あいかは「たまこちゃんとコックボー」番組スペシャルステージのトークとソロライブにも出演した。
2015年3月28日、秋田県内などでロケを行い廣田あいかが主演を務めた映画版「たまこちゃんとコックボー」が公開となった。映画主題歌は私立恵比寿中学の「テブラデスキー〜青春リバティ〜」。
2015年7月からABSラジオの番組「タマリバ」内コーナー「小林歌穂の秋田エビ中 ぽー送部」が開始。エビ中メンバーの小林歌穂（ぽーちゃん）が、準レギュラーとして2020年3月までの4年8か月に秋田県内の高校のべ41校を訪問、お昼の校内放送に出演した。
2015年9月22日、第1回目の秋田分校となるライブ「私立恵比寿中学秋田分校 はじめての学芸会!」を秋田市文化会館 大ホールで開催した。以後、毎年秋に秋田分校を開催している。
2019年10月19日に開催した第5回目の秋田分校では、佐竹敬久秋田県知事がサプライズ登場し、秋田県の観光や文化を全国的に情報発信する公式大使「あきた美の国ガールズ」に私立恵比寿中学を任命した。
2020年4月からは「小林歌穂の秋田エビ中 ぽー送部」に代わり、エビ中メンバーが月替わりで秋田の魅力を取材するコーナー「エビ中のいと恋しあきた」（現：えびちゅうのいと恋しあきた）をABSラジオ「タマリバ」内で開始した。
2018年8月にはABSテレビなどで番組「エビ中の青春女子旅〜秋田編〜」を放送した。
2020年12月には続編となる番組「エビ中の青春女子旅〜秋田ものしり王決定戦〜」を配信。総務省「放送コンテンツ海外展開強化事業（地域連携型）」に採択され、台湾でも「青春女子日本秋田旅記〜知識王大挑戰」として放送された。2020年10月19日にはエビ中メンバーが秋田県庁を訪れ佐竹敬久秋田県知事に番組について報告した。
2023年11月17日放送の秋田放送のバラエティ特番『チョコプラ×アキタカモスメシ』第3弾に私立恵比寿中学といぎなり東北産が出演した。

## 閉校
2024年9月22日に秋田県能代市二ツ井中央公園で開催された秋田CARAVAN MUSIC FES 2024に私立恵比寿中学が出演した。
同年11月16日にはラストライブ「私立恵比寿中学秋田分校FINAL〜フィナーレはいつも笑顔で〜」を開催し、ライブ活動を終了し閉校。
2025年3月にはレギュラー番組である『いぎなり秋田でラジオっこ！』が3月21日に、『あきた美の国ガールズ エビ中のいと恋しあきた』が3月28日にそれぞれ終了。これをもって2015年から開始した秋田分校プロジェクトは10年の歴史に幕を降ろした。
秋田分校の生徒会長である小林歌穂も同年6月28日をもって私立恵比寿中学を卒業した。後継プロジェクトはいぎなり東北産が主催する『いぎなり秋田本校』である。

## 私立恵比寿中学秋田分校 はじめての学芸会！

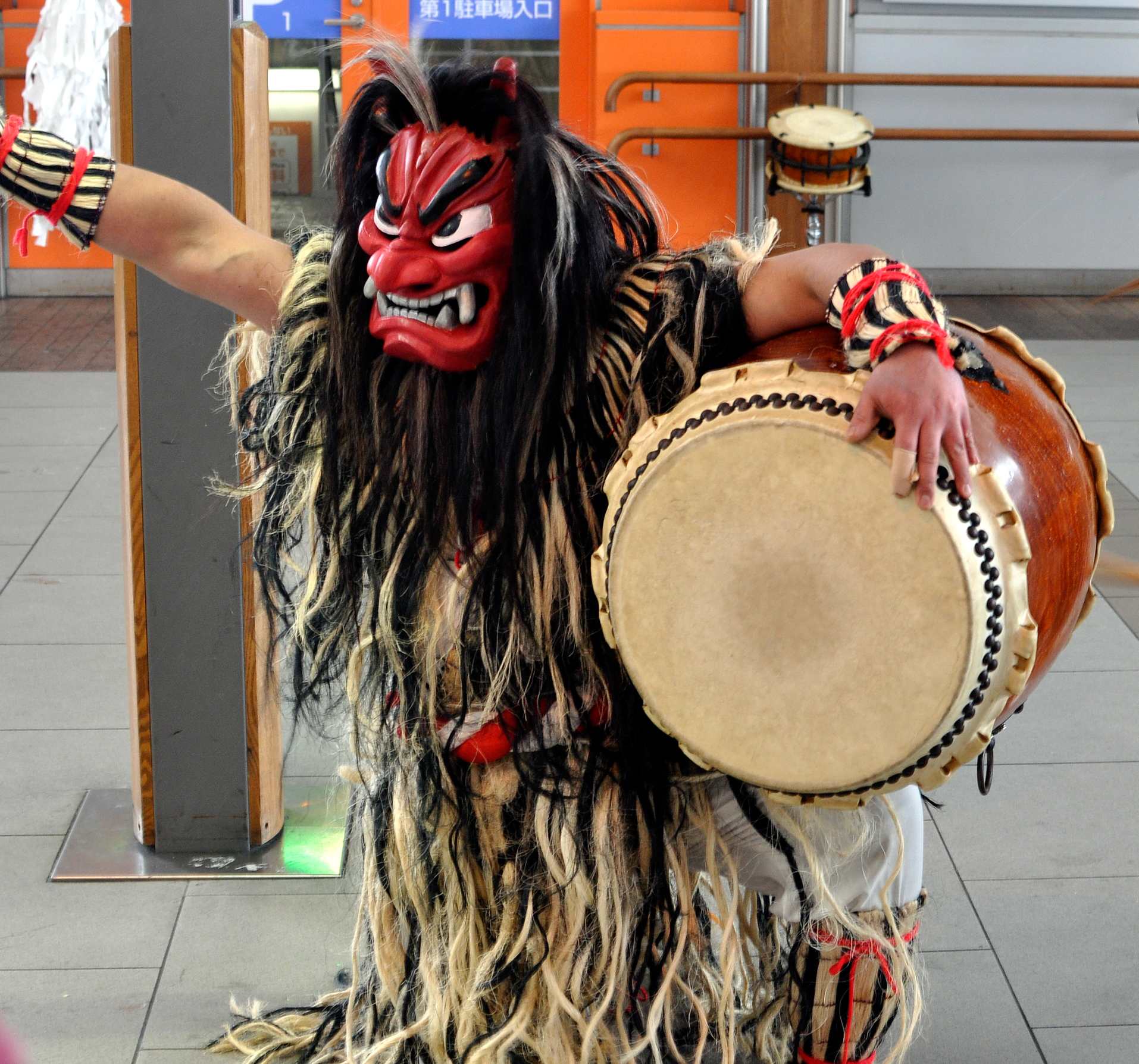
「なまはげ太鼓」のイメージ

私立恵比寿中学秋田分校 はじめての学芸会！は、2015年9月22日に秋田市文化会館 大ホールで開催されたライブ。エビ中が初めて秋田県内で開催するワンマンライブで、秋田分校の第1回目である。
「秋田分校 購買部」としてたけや製パンの商品を食レポするコーナーがあった。
主な出演者
関向良子（秋田放送アナウンサー）
なまはげ郷神楽（なまはげ太鼓）
pramo（秋田県のご当地アイドルグループ）
浅野江里子（秋田県出身の民謡歌手、エビ中が「ドンパン節」を教わる）
大曲高校 合唱部（ABSラジオ「タマリバ」番組内で共演を呼びかけ）

## 私立恵比寿中学秋田分校〜地域と変革の学芸会〜

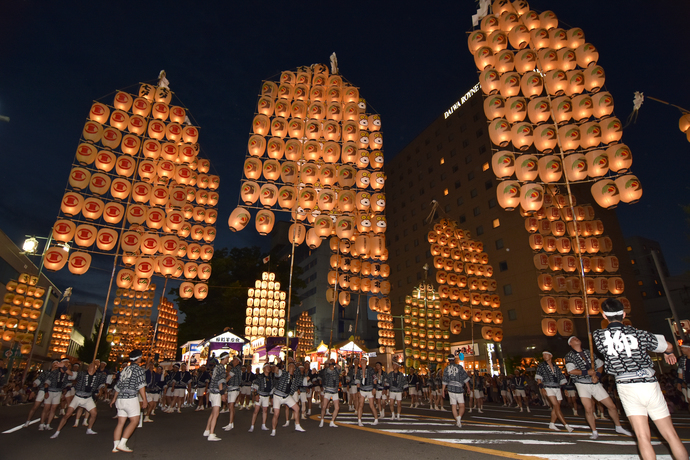
「竿燈」のイメージ

私立恵比寿中学秋田分校〜地域と変革の学芸会〜は、2016年10月15日に秋田県民会館 大ホールで開催されたライブ。秋田分校の第2回目。
秋田分校に合わせて、生徒会長の小林歌穂が考案したキャラクター「平凡人」と秋田のたけや製パンがコラボした「平凡人パン」を初めて販売した。
秋田経済研究所によると経済波及効果は約1億円に上った。
主な出演者
関向良子（秋田放送アナウンサー）
秋田市竿燈会
なまはげ郷神楽（なまはげ太鼓）
pramo（秋田県のご当地アイドルグループ、安本彩花と秋田民謡「ハタハタ音頭」を披露など）
藤原美幸（民謡歌手）
秋田明桜高校 吹奏楽部
2016年10月30日に小林歌穂と安本彩花が出演する「タマリバ公開収録 出張！小林歌穂の秋田エビ中ぽー送部」をイオンモール秋田にて開催した。

## 私立恵比寿中学秋田分校〜学芸会は3杯目が一番美味い〜

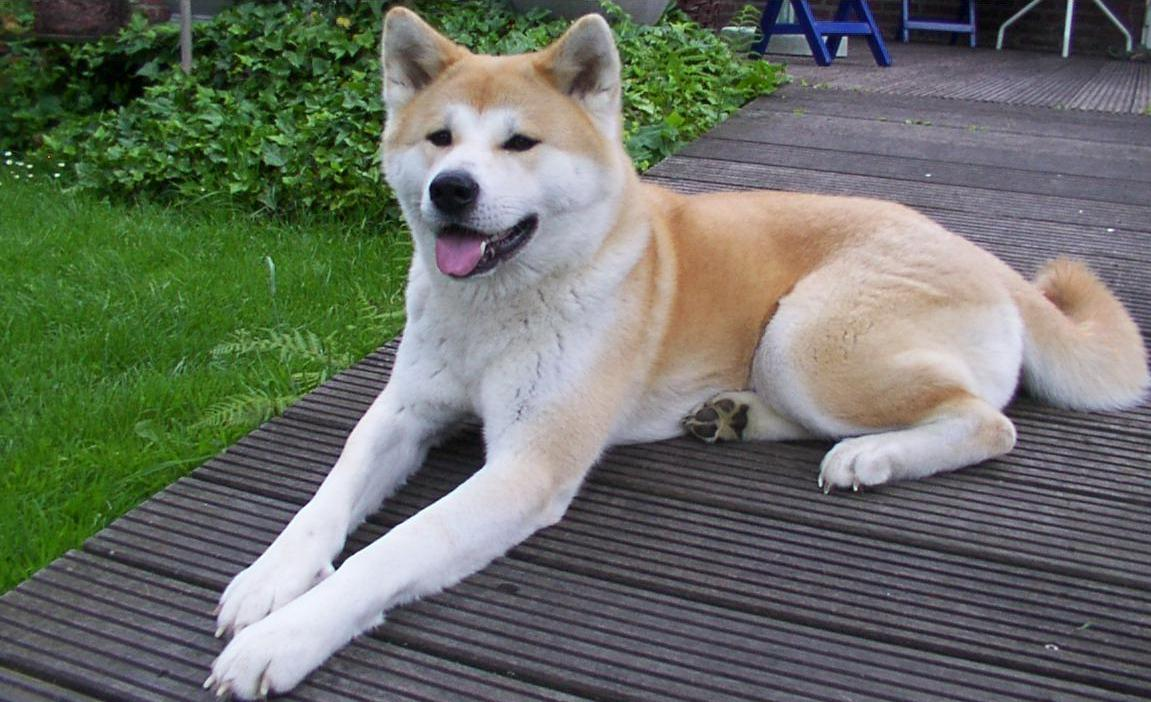
「秋田犬」のイメージ

私立恵比寿中学秋田分校〜学芸会は3杯目が一番美味い〜は、2017年11月11日に秋田県民会館 大ホールで開催されたライブ。秋田分校の第3回目。
秋田駅近くのショッピングビルやCDショップ、書店などでエビ中の作品が広く紹介され、会場までの道中には「私立恵比寿中学 秋田分校へようこそ!!!」と書かれたフラッグが掲げられるなど、街を上げての歓迎ムードの中行われた。
2017年10月28日にリニューアルオープンした商業施設「秋田OPA」内で、関連書籍の特集コーナーを設けたり、同日にオープンする「タワーレコード秋田オーパ店」とのコラボレーション「私立恵比寿中学秋田分校 美術展」で全国から寄せられた絵画などの作品を展示した。そのほか、ステージ衣装展や写真展などを市内10カ所以上で同時展開した。広小路商店街の沿道600メートルに約120本の「のぼり」を掲げたり、市内デジタルサイネージでプロモーションビデオを上映するなどした。
本公演の翌日11月12日には秋田市にぎわい交流館AU・にぎわい広場にて「私立恵比寿中学秋田分校 文化祭」をフリーイベントとして開催した。出演は、エビ中の後輩アイドルグループ「桜エビ〜ず」「いぎなり東北産」、秋田のご当地アイドルグループ「pramo」、仙台を拠点とするアイドルグループ「お掃除ユニット仙台CLEAR'S」。
主な出演者
関向良子（秋田放送アナウンサー）
超神ネイガー（秋田発のヒーロー）
なまはげ郷神楽（なまはげ太鼓）
pramo（秋田県のご当地アイドルグループ）
藤原美幸（民謡歌手）
ドンパン娘（秋田民謡「ドンパン節」の普及活動をするグループ）
明桜高校 吹奏楽部（夏の甲子園で応援歌として「MISSION SURVIVOR」をアレンジした「明桜SURVIVOR」を演奏）
秋田犬
（総勢122名）

## 私立恵比寿中学秋田分校〜この町と人と学芸会が好きだから〜

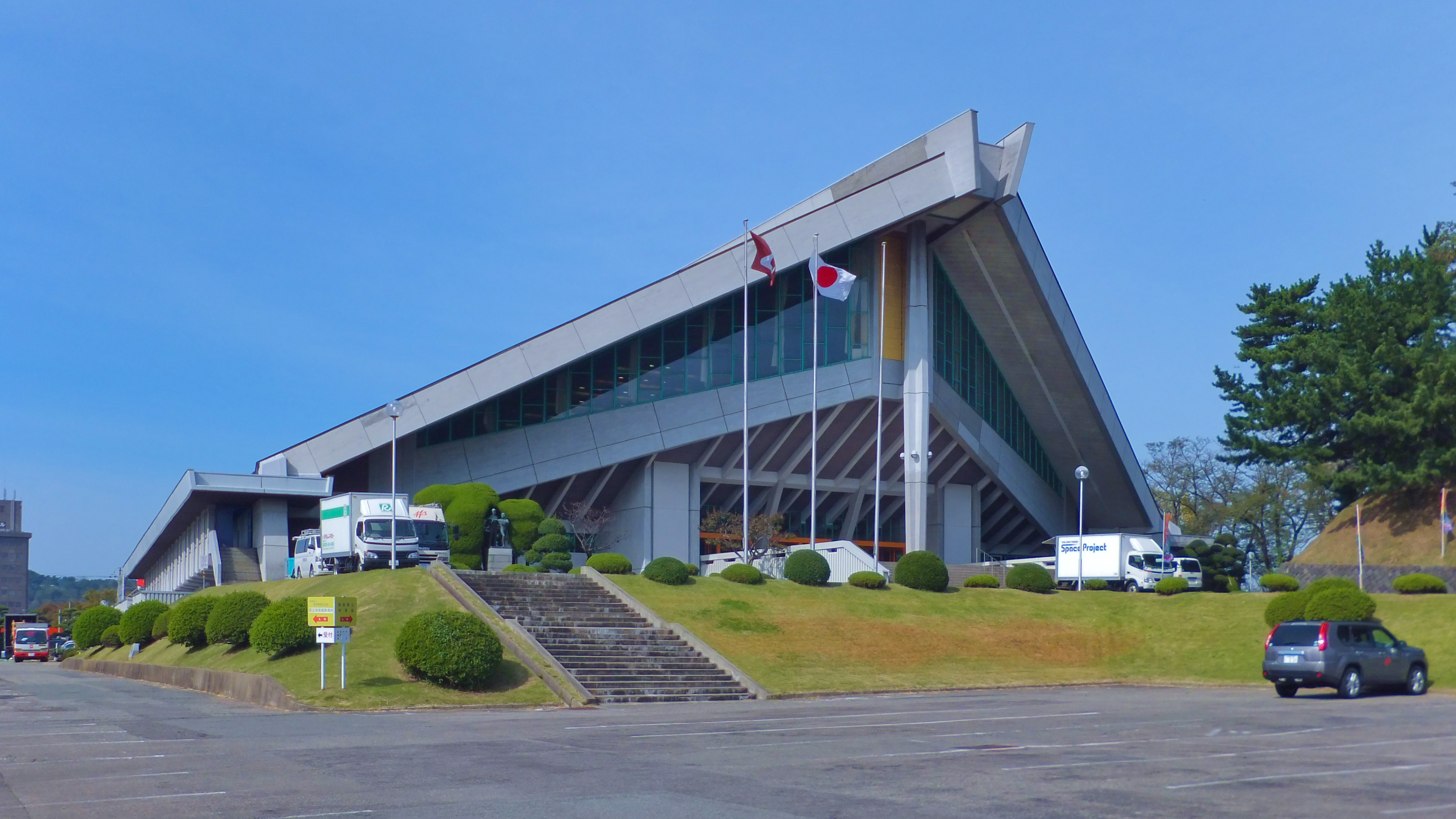
会場となった秋田県立体育館

私立恵比寿中学秋田分校〜この町と人と学芸会が好きだから〜は、2018年10月20日に秋田県立体育館で開催されたライブ。秋田分校の第4回目。
イベントを盛り上げるべく秋田駅近くのショッピングビルやCDショップ、書店ではエビ中の作品が広く紹介されたほか、ドキュメンタリー作品「EVERYTHING POINT -Other Edition-」が上映された。また会場までの道中には「私立恵比寿中学 秋田分校へ ようこそ!!!」と書かれたフラッグが掲げられ、街は歓迎ムードに包まれた。
2018年9月5日、秋田分校開催に先立ちエビ中メンバーの安本彩花と小林歌穂が秋田分校のPR活動を秋田市内で行った。
本公演の翌日10月21日に「私立恵比寿中学秋田分校 文化祭」をフリーライブとして開催した。出演は「pramo」「いぎなり東北産」「桜エビ〜ず」。
主催：ABS秋田放送。後援：秋田県、秋田市。特別協賛：チケットぴあ、たけや製パン。協力：秋田キャッスルホテル、秋田ステーションビル株式会社、秋田中央交通株式会社、あきたまちづくり共同企業体、株式会社OPA。
ニコニコ生放送で生中継。
主な出演者
関向良子（秋田放送アナウンサー）
超神ネイガー（秋田発のヒーロー）、ハンカクとホジーネ（悪役）
なまはげ郷神楽（なまはげ太鼓）
pramo（秋田県のご当地アイドルグループ）
いぎなり東北産（エビ中の後輩で東北を拠点とするアイドルグループ）
桜エビ〜ず（エビ中の妹分的アイドルグループ）
藤原美幸（民謡歌手）
ドンパン娘（秋田民謡「ドンパン節」を普及するグループ）
大曲高校 吹奏楽部
大曲高校 合唱部
（総勢135名）

## 私立恵比寿中学秋田分校〜5th Anniversary of our gakugeeeekai〜

秋田県旗

私立恵比寿中学秋田分校〜5th Anniversary of our gakugeeeekai〜は、2019年10月19日に秋田県立体育館で開催されたライブ
。秋田分校の第5回目。
公演の途中でサプライズゲストの佐竹敬久秋田県知事が登場し、私立恵比寿中学を秋田県公式観光＆文化大使「あきた美の国ガールズ」に任命した。
秋田市のふるさと納税返礼品に秋田分校のチケットが採用された。
来場者は約2,000人で、約8割が県外から訪れた。秋田県への経済波及効果は約1.3億円（秋田経済研究所）。ニコニコ生放送での視聴回数は例年約3万回。
秋田市内では秋田分校の図書室・写真部・文化祭・芸術祭・市場として、ショッピングビルやCDショップ、書店ではエビ中にまつわる作品が街中に展開され、街中にフラッグやビジョン映像が掲示されるなど例年以上の歓迎ムードに包まれた。
本公演翌日の10月20日には「私立恵比寿中学秋田分校 〜文化祭〜」をABS秋田放送新社屋1階多目的ホールにて開催した。出演は「さっきの女の子、」「いぎなり東北産」「桜エビ〜ず」。
主催：ABS秋田放送。後援：秋田県、秋田市。チケット販売：チケットぴあ。協力：秋田ステーションビル株式会社、秋田中央交通株式会社、あきたまちづくり共同企業体、株式会社OPA、ルミエール秋田。
主な出演者
キャミソウルブラザーズ（秋田のライジングスター、ソウルダンス）
スコップ戦士 ジャミセリオン（スコップ三味線）
NAMAHAGE郷神楽（なまはげ太鼓）
超神ネイガー（秋田発のヒーロー）、邪神クレーガとほじなし戦闘員ホジーネ（悪役）、ホッジーネ（エビ中の星名美怜に瓜二つの新人子分）
桜エビ〜ず（エビ中の妹分的アイドルグループ）
いぎなり東北産（エビ中の後輩で東北地方を拠点とするアイドルグループ）
佐竹敬久（秋田県知事、エビ中を「あきた美の国ガールズ」に任命）
ブラボー中谷（自称「世界一へたくそなマジック」）
藤原美幸（民謡歌手、秋田分校の絶対的エース「みゆきちゃん」）一座
秋田県高校合同合唱団
明桜高校 吹奏楽部
関向良子（ABS秋田放送アナウンサー）
ご当地キャラオールスターズ
（総勢161人）
2019年12月31日にABSラジオ特別番組「私立恵比寿中学秋田分校2019」が放送された。

## 私立恵比寿中学秋田分校〜おらが美の国フェス2021〜

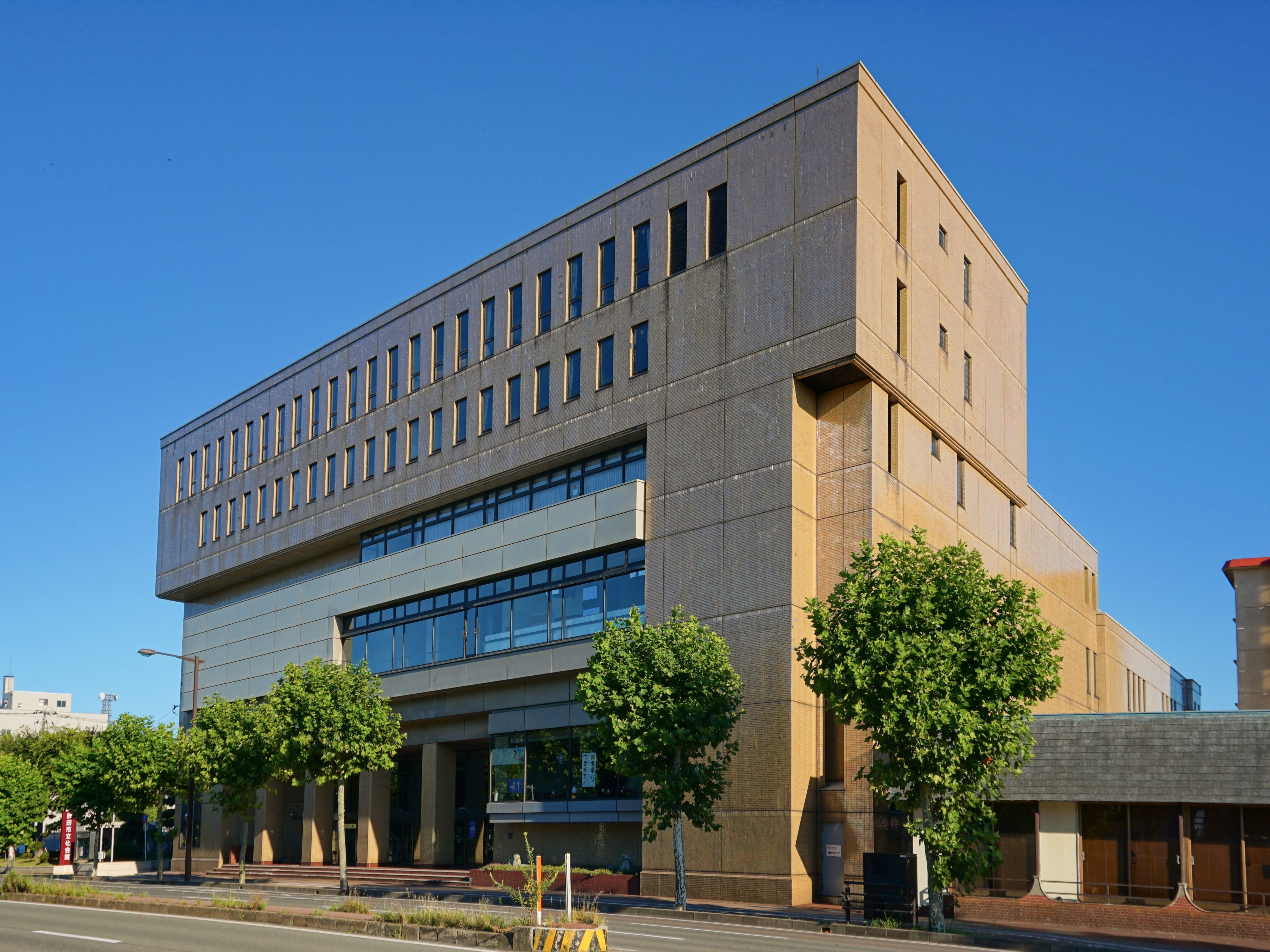
秋田市文化会館

私立恵比寿中学秋田分校〜おらが美の国フェス2021〜は、2021年11月6日に秋田市文化会館 大ホールで開催されたライブ。秋田分校の第6回目。
新型コロナウィルス感染防止対策を徹底し、関係するすべての方々が安心・安全に楽しめるイベントを目指す。従来実施していた「エビ中+秋田の方々」コラボを行わず、「フェス形式」で全体を構成することで、ステージ上の「密」をなくすなどの対策を実施した。その結果、公演出演者、スタッフ、関連事業者、来場客から新型コロナウィルス感染症は確認されず、無事に日程を終えた。
秋田分校の図書室・芸術祭・図書室・写真部・文化祭として、秋田市内のショッピングビル・書店・駅ビルなどでエビ中とのコラボレーションが展開された。
本公演翌日の11月7日には秋田分校の「文化祭」を秋田市のにぎわい交流館Au にぎわい広場にて開催した。出演は「いぎなり東北産」「ukka」「アップアップガールズ（2）」。
主催：ABS秋田放送。後援：秋田県、秋田市。協力：秋田ステーションビル株式会社、秋田中央交通株式会社、あきたまちづくり共同企業体、イオンモール。特別協賛：チケットぴあ、たけや製パン、ヴィジュアルスペース。
11月19日放送のABSテレビ「えび☆ステ」にて秋田分校MCの関向良子による密着取材が放送。
主な出演者
キャミソウルブラザーズ（ソウルダンス）
NAMAHAGE郷神楽（なまはげ太鼓）
超神ネイガー（秋田発のヒーロー）
藤原美幸（民謡歌手「みゆきちゃん」）
いぎなり東北産（東北地方を拠点とするアイドルグループ）
私立恵比寿中学
関向良子（ABS秋田放送アナウンサー）

## 私立恵比寿中学秋田分校〜お待たせしました美の国感謝祭〜

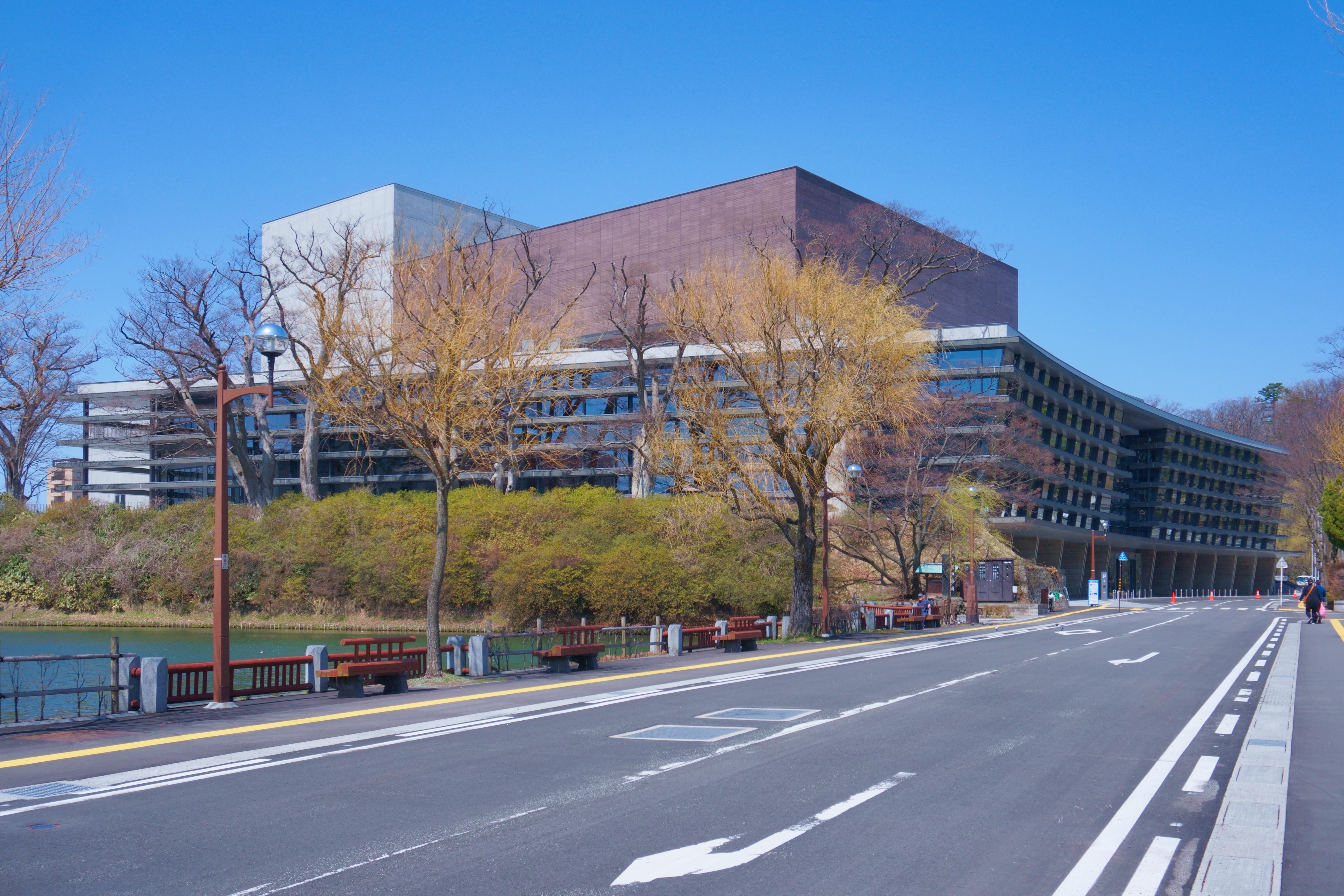
あきた芸術劇場ミルハス

私立恵比寿中学秋田分校〜お待たせしました美の国感謝祭〜は、2022年11月26日にあきた芸術劇場ミルハス大ホールで開催されたコンサート。
2022年11月1日-26日までの期間、秋田分校の「芸術祭」がタワーレコード秋田オーパ店にて開催され、応募された作品の中からエビ中メンバー9人がそれぞれ賞を選出した。
日の丸醸造が秋田分校コラボ商品を販売、秋田駅の駅ビル・トピコはキャンペーンを実施し地域を盛り上げた。また、「特定非営利活動法人あきたたすけあいネットあゆむ」のフードバンク食料支援プロジェクトに参加するとして「私立恵比寿中学秋田分校 PANCAN」を販売する地域貢献も行った。
主催：ABS秋田放送、あきた芸術劇場ミルハス。特別協賛：チケットぴあ、たけや製パン、日の丸醸造。後援：秋田県、秋田市。協力：秋田ステーションビル株式会社、あきたまちづくり共同企業体、イオンモール、秋田オーパ。
主な出演者
私立恵比寿中学
いぎなり東北産
ukka
藤原美幸
NAMAHAGE郷神楽
超神ネイガー
キャミソウルブラザーズ
ノースアジア大学明桜高等学校 吹奏楽部
TDK応援団 with ブラウゴン - エビ中楽曲を使って都市対抗野球で応援
関向良子（ABS秋田放送アナウンサー）
2023年2月5日に安本彩花と中山莉子が出演するABSラジオ「タマリバ」公開収録を秋田オーパで開催した（2月10日放送）。

## 私立恵比寿中学秋田分校〜変わっていくことと変わらないもの〜

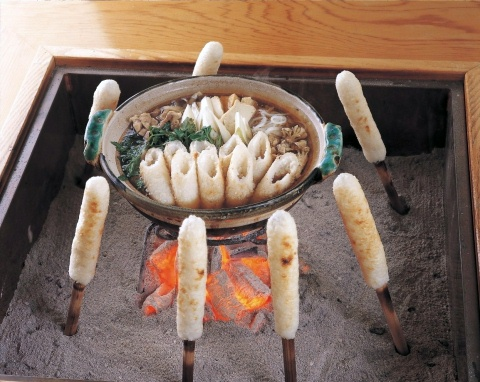
きりたんぽのイメージ

私立恵比寿中学秋田分校〜変わっていくことと変わらないもの〜は、2023年11月11日にあきた芸術劇場ミルハス 大ホールで開催されたコンサート。
秋田分校の「芸術祭」として、平面絵画を開催前に募集しエビ中の各メンバーが賞を選出した。秋田駅の駅ビルアルス トピコにて芸術祭の展示などが実施された。
秋田分校の「図書室」（書店にてメンバーの推薦図書を販売）、「写真部」（秋田分校の写真展）などが秋田駅前のビル秋田オーパにて開催された。
JR東日本秋田支社が11月11日に上野駅から秋田駅へ向かう秋田新幹線の臨時列車「私立恵比寿中学秋田分校特別号」を運行した。
主催：ABS秋田放送 / あきた芸術劇場ミルハス。特別協賛：チケットぴあ。後援：秋田県 / 秋田市。協力：秋田ステーションビル / イオンモール 秋田オーパ / 日の丸醸造 / JR東日本秋田支社。
主な出演者
私立恵比寿中学 （桜井えまと仲村悠菜が転入して初の秋田分校）
TEAM SHACHI （秋田CARAVAN MUSIC FES 2016に出演。秋田県を秋本帆華と坂本遥奈が訪問して制作された愛知県の「#空旅はセントレアから」動画が2023年1月に公開）
いぎなり東北産 （ABSラジオ「タマリバ」番組内で2023年7月からコーナー「いぎなり秋田でラジオっこ！」が開始。秋田県産（秋田出身）の律月ひかるら9名の東北出身メンバーからなるアイドルグループ）
藤原美幸（民謡歌手「みゆきちゃん」）
NAMAHAGE郷神楽（なまはげ太鼓）
キャミソウルブラザーズ
ノースアジア大学明桜高等学校 吹奏楽部 （2023年夏の甲子園でも「明桜SURVIVOR」を演奏）
ぴりな （合唱）
合唱団チェチーリア（合唱）
関向良子（ABS秋田放送アナウンサー）
2023年11月17日には、ABS秋田放送開局70周年のテレビ特番「チョコプラ × アキタカモスメシ エビ中＆東北産 秋田ロケ！ 藤あや子も太鼓判！ 長田も松尾もSHELLY も驚愕！秋田醸造ウマイモノSP！」が放送、同番組は2024年2月にかけて全国各地の放送局でも放送された。PIA LIVE STREAMにて「私立恵比寿中学＆いぎなり東北産収録の裏側全部みせます！驚がくのアキタカモスメシ！」も配信された。収録で私立恵比寿中学メンバーは二手に分かれ、低学年チームは男鹿市、高学年チームは県南地域（湯沢市、横手市）を訪れた。いぎなり東北産は県北地域（三種町、北秋田市）を訪問した。

## 私立恵比寿中学秋田分校FINAL〜フィナーレはいつも笑顔で〜

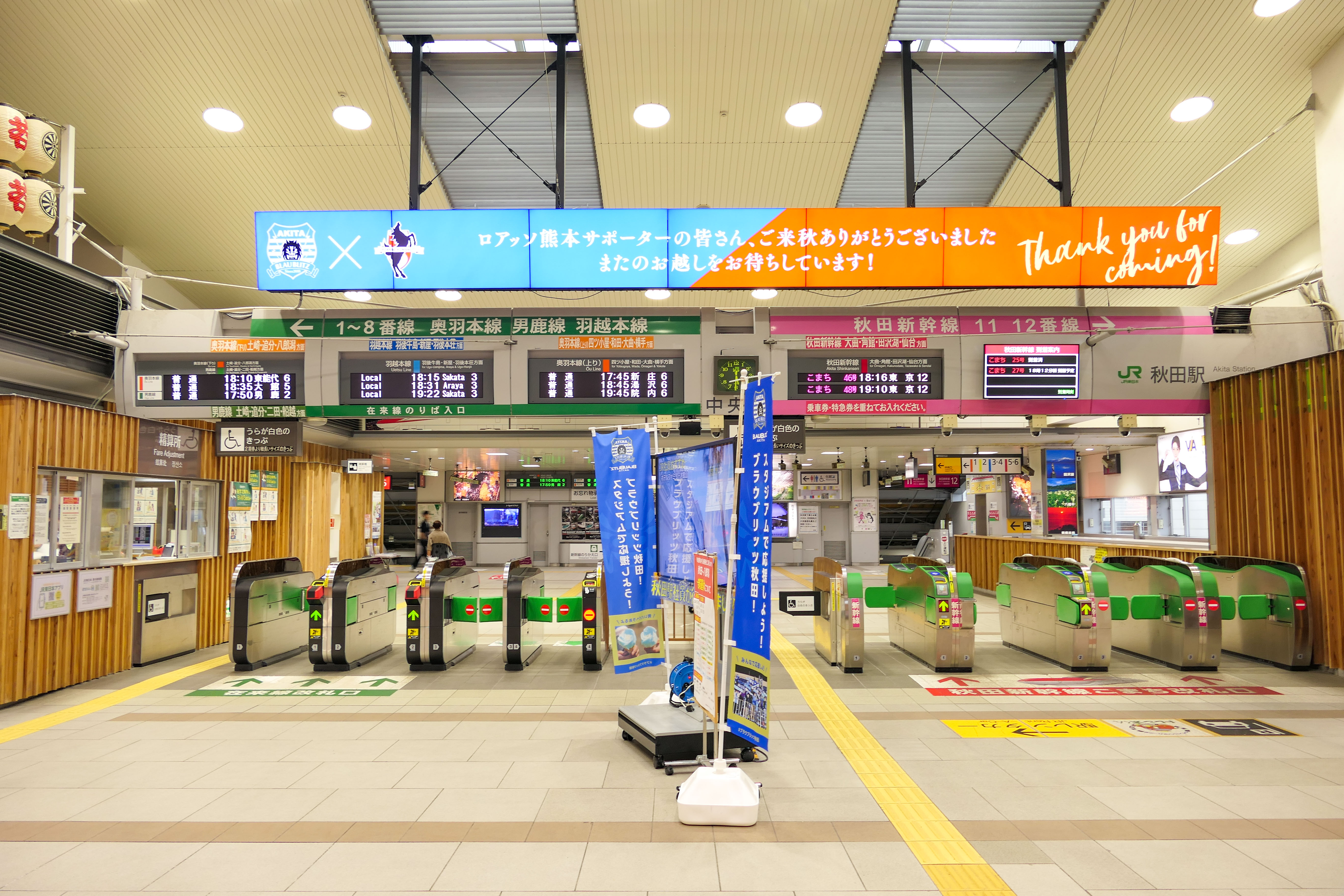
秋田駅のイメージ

私立恵比寿中学秋田分校FINAL〜フィナーレはいつも笑顔で〜は、2024年11月16日にあきた芸術劇場ミルハス 大ホールにて開催されたラストライブ。
秋田分校の「芸術祭」として、平面絵画を開催前に募集し、私立恵比寿中学といぎなり東北産のメンバー19名がそれぞれ賞を選出した。
「私立恵比寿中学秋田分校 アーカイブ展」が11月15日-17日にアルスB1階 特設会場にて開催され、11月17日にはABSラジオ「タマリバ」公開収録も行われた。
引き続き、秋田県内で子どもの貧困対策に取り組んでいるNPO法人「秋田たすけあいネットあゆむ」の食料支援プロジェクトに参加した。
主催：ABS秋田放送 / あきた芸術劇場ミルハス。特別協賛：チケットぴあ。協力：秋田ステーションビル / イオンモール 秋田オーパ / 日の丸醸造 / JR東日本秋田支社。後援：秋田県 / 秋田市。
主な出演者
私立恵比寿中学
いぎなり東北産
藤原美幸一座
NAMAHAGE郷神楽（なまはげ太鼓）
キャミソウルブラザーズ
関向良子（ABS秋田放送アナウンサー）

## エビ中の青春女子旅〜秋田編〜

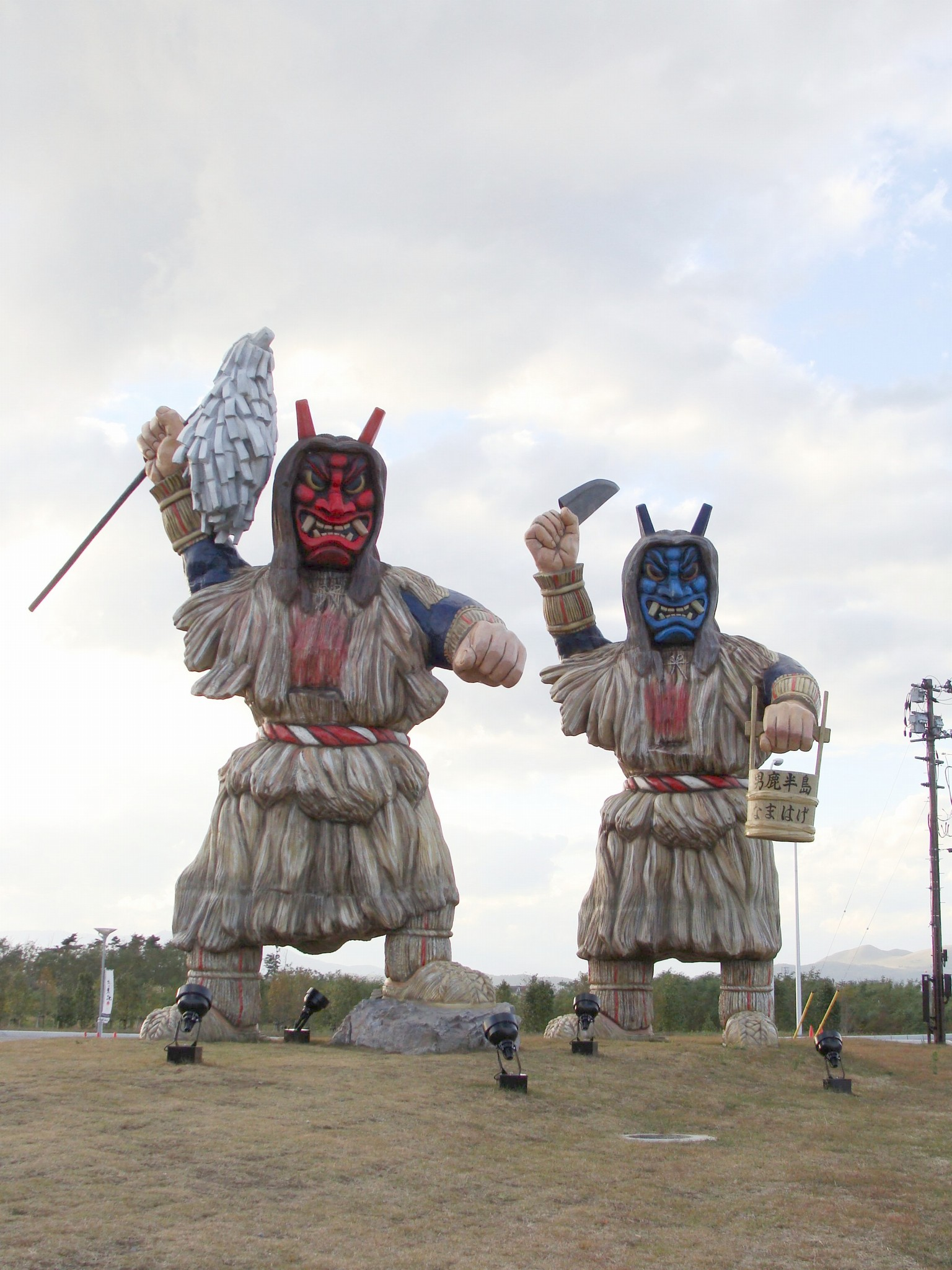
男鹿市のなまはげ像

エビ中の青春女子旅〜秋田編〜は、2018年8月にABS秋田放送などで放送されたテレビ番組。ロケ地は、秋田県仙北市・秋田空港、男鹿市。
出演者
私立恵比寿中学
pramo
澤井優香（pramo）
律月ひかる（いぎなり東北産）
長谷川瞬（ちぇす）
桂三河
井関裕貴（ABS秋田放送）
関向良子（ABS秋田放送）

## エビ中の青春女子旅〜秋田ものしり王決定戦〜

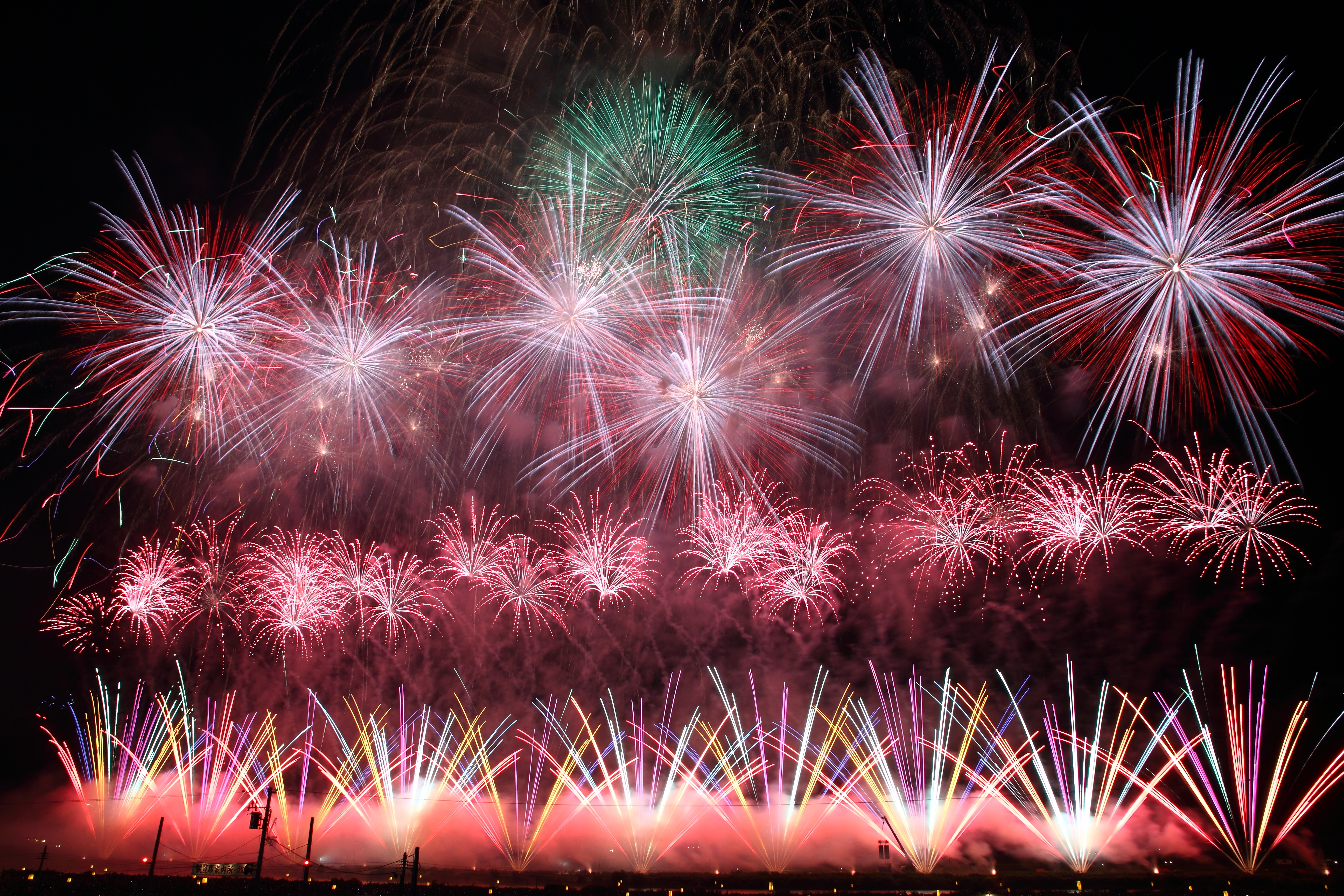
大仙市で開催される全国花火競技大会

エビ中の青春女子旅〜秋田ものしり王決定戦〜はABS秋田放送が制作した番組。2020年12月にチケットぴあの「PIA LIVE STREAM」で配信された。秋田県内では12月29日にABS秋田放送で放送。総務省「放送コンテンツ海外展開強化事業（地域連携型）」に採択され、台湾でも「青春女子日本秋田旅記〜知識王大挑戰」として放送された。
ロケ地は、秋田県大仙市、横手市、湯沢市。
出演者
私立恵比寿中学
MC：長谷川瞬（ちぇす） / 関向良子（ABS秋田放送）
律月ひかる / 桜ひなの（いぎなり東北産）
キャミソウルブラザーズ
超神ネイガー＆ネイガージオン
太田英梨花（ABS秋田放送）
2020年11月からたけや製パンが第5弾となる「平凡人パン」を販売した。

## あきた美の国ガールズ
あきた美の国ガールズ（あきた びのくに ガールズ）は、秋田県公式観光＆文化大使。秋田県の観光や文化を全国的に情報発信する公式大使である。
2019年10月19日に開催されたライブイベント「私立恵比寿中学秋田分校〜5th Anniversary of our gakugeeeekai〜」で、佐竹敬久秋田県知事が私立恵比寿中学を「あきた美の国ガールズ」に任命した。
2020年1月-3月、あきた美の国ガールズ就任を記念して、ABSラジオの番組「タマリバ」内コーナー「小林歌穂の秋田エビ中 ぽー送部」にて「東京の街で秋田をさがしまSHOW」と題した企画が3ヶ月連続で放送された。代々木公園イベント広場で開催された「AKITAワンダフルフェス2020」（1月17日放送）、日本橋のおむすびスタンド 有楽町の秋田ふるさと館（2月14日放送）、銀座のアルビオン株式会社（藤里町に白神研究所がある） 足立区のてまり工房（館長が由利本荘市出身）（3月13日放送）を小林歌穂が訪れた。
2020年4月からABSラジオ「タマリバ」番組内のコーナー「あきた美の国ガールズ えびちゅうのいと恋しあきた」（#えび恋あきた）でえびちゅうメンバーが月替わりで秋田の魅力を発信している。番組はradikoを通して全国で聴取可能。
2020年冬には冠番組「エビ中の青春女子旅〜秋田ものしり王決定戦〜」を全国に向けてネット配信、秋田県内や台湾でもテレビ放送した。
2023年11月から秋田駅の駅ビル アルスの1階に「タマリバのたまり場」ブースが設けられ、番組「タマリバ」内のコーナー「えびちゅうのいと恋しあきた」「いぎなり秋田でラジオっこ！」のロケ日記が展示されている。なお、大曲は大仙市、角館と田沢湖は仙北市、象潟はにかほ市、鷹巣は北秋田市にある。
前述の秋田分校プロジェクトの終了により2025年3月をもって『いぎなり秋田でラジオっこ！』と『えびちゅうのいと恋しあきた』がそれぞれ終了した。

### えびちゅうのいと恋しあきた
| 放送日          | メンバー              | 内容 |
| --------------- | --------------------- | --- |
| 2018年 08月     |                       | （ABSテレビなどで放送「エビ中の青春女子旅〜秋田編〜」） 仙北市 秋田空港 男鹿市 |
| 2020年 04月24日 | 星名美怜              | 大館市 大館曲げわっぱ（秋田杉のお弁当箱） （コーナー初回） |
| 05月15日        | 中山莉子              | 秋田市 新屋ガラス工房 ガラスのイヤリングとペーパーウェイト |
| 06月26日        | 柏木ひなた            | 秋田市 かづの短角牛を肉バルで みゆきちゃん（藤原美幸）の秋田民謡教室 |
| 07月31日        | 真山りか              | 横手市増田 麹を使った料理 「蔵cafe 真山（しんざん）」 横手市増田まんが美術館 |
| 08月21日        | 中山莉子              | 大仙市の浴衣作家のよる浴衣ブランドを着用 |
| 10月02日        | 小林歌穂              | 東京都港区高輪にある秋田美彩館 大館えだまめモナカ ニテコサイダー 漆塗り（蒔絵の箸） |
| 10月23日        | 星名美怜              | 横手市十文字 りんご農家 りんごのお酒「ハードサイダー」 ゲストハウス＆発酵バル |
| 10月30日        | 小林歌穂              | 秋田市の酒蔵 高清水 |
| 12月11日        | 真山りか              | Jリーグブラウブリッツ秋田のユニフォームを着てサッカートーク 平沢敬太郎（お米マイスター）と秋田米の新品種「サキホコレ」トーク                                                                             |
| 12月            |                       | （日本と台湾で配信、ABSテレビでも放送「エビ中の青春女子旅〜秋田ものしり王決定戦〜」） 大仙市 横手市 湯沢市                                                                                               |
| 2021年 01月22日 | 柏木ひなた 星名美怜   | なまはげまんじゅう はたはたパイ トマト飴 メロン飴 きりたんぽの里 |
| 02月12日        | 中山莉子 真山りか     | 横手市 甘酒 横手の雪まつり（かまくら祭） |
| 03月26日        | 星名美怜              | 秋田市の老舗料亭で、きりたんぽ作りに挑戦 |
| 04月16日        | 柏木ひなた            | みゆきちゃん（藤原美幸）と秋田民謡のレッスン |
| 05月28日        | 真山りか 桜木心菜     | |
| 06月25日        | 小林歌穂 風見和香     | 白岩焼 秋田県立男鹿水族館のホッキョクグマ |
| 07月23日        | 中山莉子 小久保柚乃   | |
| 08月13日        | 真山りか              | |
| 09月17日        | 柏木ひなた 小久保柚乃 | |
| 10月01日        | 星名美怜 風見和香     | 五城目町産ラズベリーを使ったジャム |
| 10月29日        | 小林歌穂              | 仙北市角館の武家屋敷通り 着物で人力車 |
| 11月12日        | 真山りか 桜木心菜     | 秋田市のアニメ制作現場つむぎ秋田アニメLab |
| 12月17日        | 桜木心菜              | 羽後町 西馬音内の盆踊 伝統衣装「端縫い」 湯沢市で羽後牛の焼肉 |
| 2022年 01月21日 | 安本彩花              | 大仙市 イタリアンレストラン ハート型のミニトマト「恋ベリー」 |
| 02月18日        | 中山莉子              | 横手市 横手の雪まつり かまくら |
| 03月04日        | 風見和香              | 能代市 能代バスケミュージアム 秋田犬の仔犬とふれあい |
| 04月29日        | 星名美怜              | 角館 老舗青果店が営むフルーツパーラー 着物で人力車 |
| 05月27日        | 真山りか              | 由利本荘市 老舗の酒蔵が発酵食や地域の食文化の魅力を発信している発酵複合施設 本荘うどんの製麺工場 |
| 06月24日        | 小久保柚乃            | 湯沢市 稲庭うどんの製造工場で手綯（てない）の作業に挑戦 三関地区の直売所で三関さくらんぼ |
| 07月15日        | 桜木心菜              | にかほ市象潟 道の駅象潟『ねむの丘』 鮮魚店の海鮮料理 |
| 08月19日        | 柏木ひなた            | 秋田市 「ひなたエキス」スムージー ソーセージ作り体験やランチ |
| 09月30日        | 小林歌穂 中山莉子     | 横手市増田町 日の丸醸造 |
| 10月28日        | 小久保柚乃            | 秋田市 秋田牛の炭火焼肉 あきた芸術劇場ミルハス |
| 11月18日        | 小林歌穂              | 五城目町 郷土料理 革製品の工房とショップ |
| 12月23日        | 安本彩花              | 秋田市 秋田市民市場 ナポリピッツァ専門店 フラワーショップでリース作り体験 |
| 2023年 01月27日 | 星名美怜              | 秋田市 イチゴのわらび餅 クラフトビールの醸造所とランチ 八橋人形の絵付け体験 |
| 03月03日        | 桜井えま              | 由利本荘市 南由利原 スノーモービルランド ペンションで幻のドライカレー |
| 03月31日        | 仲村悠菜              | 角館 秋田犬と民泊 比内地鶏親子丼 角館樺細工ショップ |
| 04月28日        | 風見和香              | 男鹿市 男鹿水族館GAO 天然真鯛の石焼料理 |
| 05月26日        | 真山りか              | 由利本荘市 「しねにぐ」のラーメン 森子大物忌神社 本荘ごてんまりの製作体験 由利本荘市ボートプラザ アクアパル                                                                                              |
| 06月23日        | 桜木心菜              | 大仙市 乗馬クラブ 花火伝統文化継承資料館 |
| 07月21日        | 中山莉子              | 秋田市 秋田アトリオン 竿燈提灯の絵付け体験 |
| 08月25日        | 安本彩花              | 三種町 じゅんさい摘み採り体験 馬肉ランチ |
| 09月29日        | 小久保柚乃            | 横手市 ぶどう園でシャインマスカットのもぎとり体験 デリカテッセン＆カフェテリアでランチとアップルパイ |
| 11月03日        | 小林歌穂              | 湯沢市 湯沢凧の絵付け体験 |
| 11月17日        |                       | （ABSテレビ チョコプラ × アキタカモスメシ） 男鹿市 しょっつる醸造所 クラフトサケ醸造所 （低学年チーム） 湯沢市 味噌と醤油の醸造所 （高学年チーム） 横手市 高級納豆専門店 日本酒の醸造所 （高学年チーム） |
| 12月01日        | 星名美怜              | 大館市 大館曲げわっぱ製作体験 比内地鶏料理 |
| 2024年 01月05日 | 真山りか              | 八峰町 コテージ プライベートサウナ体験 |
| 01月26日        | 桜井えま              | 横手市 お菓子とパンの店でメロンパンの製造工程を見学 |
| 02月16日        | 星名美怜              | 仙北市 たざわ湖スキー場 |
| 03月22日        | 風見和香              | 秋田市 秋田市大森山動物園でポニーの飼育体験 手作り餃子専門店 |
| 04月19日        | 小久保柚乃            | 大仙市協和 サーキット場でカートレース |
| 05月24日        | 中山莉子              | にかほ市 フェライト子ども科学館 |
| 06月28日        | 桜木心菜              | 大館市 ローズガーデンでバラ鑑賞 カラオケクラブでデュエット |
| 07月26日        | 仲村悠菜              | にかほ市象潟 釣り堀センターで釣り対決 ニジマスの唐揚げ |
| 08月30日        | 安本彩花              | 男鹿市 キイチゴジュース 男鹿温泉交流会館で「ナマハゲ壁掛け」製作体験 |
| 09月27日        | 真山りか              | 秋田市 花工房でキャンバスブーケ製作体験 茶房でお茶淹れ |
| 10月18日        | 小林歌穂              | 秋田市 秋田分校特集 |
| 11月22日        | 小林歌穂 星名美怜     | 11月17日にアルスで行われた公開収録「ありがとう 秋田分校！ 後夜祭スペシャル！！」の模様を放送 |
| 12月13日        |                       | 私立恵比寿中学 いぎなり東北産 秋田分校開演前インタビュー |
| 12月27日        | 小久保柚乃            | 湯沢市 川連漆器伝統工芸館で蒔絵技術の体験 |
| 2025年 01月31日 | 桜木心菜              | 大仙市 ドレスリゾートでドレスを着て撮影 脱ギャル計画2025〜3つのKAWAII〜 |
| 02月28日        | 桜井えま              | 大館市 きりたんぽ作り体験 |
| 03月28日        | 小林歌穂              | 最終回 大館市 秋田犬の里 北秋田市 比内地鶏の親子丼と手打ちそば |

### いぎなり秋田でラジオっこ！
同じくABSラジオ「タマリバ」内で月一回放送されているいぎなり東北産のコーナー「いぎなり秋田でラジオっこ！」についても記載する。
| 放送日          | メンバー   | 内容 |
| --------------- | ---------- | --- |
| 2022年 09月18日 |            | （ホテルメトロポリタン秋田にて「いぎなり秋田でランチショー」を開催。 みず玉塩昆布和えやギバサなどの和食先付け、 「らーめん おっぺしゃん」特製鶏唐揚げ＆軟骨つくね照り焼き、 「木の屋石巻水産」鯨さえずりベーコンピザ、 秋田県産ポークのきりたんぽシチュー、 パンプキンケーキとババヘラアイス） |
| 2023年 07月07日 | 律月ひかる | 美郷町 喫茶店でみっくしゅじゅーちゅ・カフェラテ・モロッコごはん 大仙市 ドレスリゾート （コーナー初回） |
| 07月14日        | 藤谷美海   | 男鹿市 男鹿真山伝承館 ババヘラアイス 雲昌寺のあじさい |
| 08月18日        | 吉瀬真珠   | 能代市 能代バスケミュージアム 和菓子「志んこ」 |
| 09月22日        | 桜ひなの   | 秋田市 藤原美幸による民謡「ドンパン節」レッスン かき氷「生グソ」（生グレープフルーツソフト） |
| 10月20日        | 葉月結菜   | 横手市 日の丸醸造 秋田分校コラボ日本酒 |
| 11月17日        | 伊達花彩   | 秋田市 秋田県eスポーツ協会トレーニングセンター ボードゲームカフェ |
| 11月17日        |            | （ABSテレビ チョコプラ×アキタカモスメシ） 三種町 JA秋田やまもと 北秋田市 打当温泉 北秋田市阿仁町 根子集落 |
| 12月15日        | 橘花怜     | 湯沢市 アパレルブランドの工房にて、橘が考案したいぎなり東北産イメージキャラクターのTシャツ制作体験 |
| 2024年 01月19日 | 北美梨寧   | 大仙市 観賞用イネ「秋田きれいね（綺麗稲）」を使ってミニ門松とスワッグ（花束）の製作体験 |
| 02月23日        | 安杜羽加   | 秋田市 和菓子屋でイチゴわらびもちとみたらし団子 パティスリーでレンズ豆のタルト |
| 03月15日        | 吉瀬真珠   | 秋田市 コーヒースタンドでバリスタ体験 |
| 04月26日        | 律月ひかる | 湯沢市 うさぎ専門のペットショップ オランダ焼き（ハムとマヨネーズの入った大判焼き） |
| 05月31日        | 橘花怜     | 能代市 フェイクスイーツづくり 秋田県産合いびき肉と能代産トマトのタコライス |
| 06月21日        | 藤谷美海   | 羽後町 道の駅うご 西馬音内そばのそば打ち体験 羽後町産の牛乳を使ったジェラート |
| 07月19日        | 安杜羽加   | 秋田市 ガラス工房で風鈴 カフェでかき氷 |
| 08月23日        | 北美梨寧   | 仙北市田沢湖 ハーブガーデン ルームフレッシュナー製作体験 ルバーブチーズケーキ ハーブソフトクリーム ハーブティー調合 |
| 09月20日        | 桜ひなの   | 横手市 カフェテリアで秋田の麹に詳しいフードコーディネーターと「秋田流 冷や汁」「茄子の秋田味噌炒め」を調理して味わう |
| 10月25日        | 橘花怜     | 三種町 農園りすとらんてでランチ ことおか中央公園で秋田犬のクアオルト健康ウォーキング |
| 11月08日        | 律月ひかる | 秋田市 秋田駅ビル アルス |
| 12月13日        |            | 私立恵比寿中学 いぎなり東北産 秋田分校開演前インタビュー |
| 12月20日        | 葉月結菜   | 五城目町でキャンドルカービングに挑戦 潟上市のフルーツタルト専門店 |
| 2025年 01月24日 | 北美梨寧   | 秋田市 エレクトロフォーミング技術を使ってオトナの胸キュンアクセサリー作り 韓国料理店 |
| 02月21日        | 律月ひかる | 秋田市 クリエイティブな複合施設のブックストア |
| 03月21日        | 吉瀬真珠   | 秋田市四ツ小屋 カフェでお菓子作りの特別レッスン |

## 平凡人パン
平凡人パン（へいぼんじんパン）は、秋田県のたけや製パンが製造・販売する菓子パン。エビ中メンバーの小林歌穂が考案したキャラクター「平凡人」がパッケージにデザインされている。秋田分校の会場や秋田県内のスーパー・コンビニなどで販売されていた。
- 2016年 「キングチョコ」「クイーンリンゴ」
- 2017年 「コロネ」「晩餐ビーフシチュー＆ソーセージ」「朝のザクチョコ」
- 2018年 「シュガービスケットパン」「くるみとチーズのレーズンパン」「ふわふわチーズのパン」
- 2019年 「粒々ピーナッツ」「ミルクチョコ」「ベーコンチーズ」
- 2020年 「チョコ＆クリーム」「ビーフシチュードーナツ」「ハム＆チーズ焼き」
- 2021年 「オニオンチーズマヨ」「いちじくとクランベリーのフランスパン」「りんごとチョコのスナックパイ」「チーズinチーズリング」[62]
- 2022年 「10個にちぎれるソフトフランス」「10(とー)もろこしぱん」「おめで10(とー)パン」[63]

2015年春、当時のエビ中メンバー廣田あいかが主演の映画版「たまこちゃんとコックボー」公開を記念してドーナツが発売された。「チョコ デニッシュ ドーナツ クランチ」「デニッシュ ドーナツ イチゴ」の2種類。

## エピソード
- 秋田分校の校章は、私立恵比寿中学のロゴに稲穂をあしらったデザイン
- 開演時に流れる「ebiture」の秋田分校バージョン。
- なまはげ郷神楽による「なまはげ太鼓」のパフォーマンス。
- 民謡歌手の浅野江里子[64]にエビ中メンバーが秋田民謡「ドンパン節」を教わる（2015年）。
- 秋田市竿燈会による竿燈（かんとう）のパフォーマンス。
- 秋田のご当地アイドルグループ「pramo」と安本彩花による秋田民謡「ハタハタ音頭」の披露（2016年）。
- 秋田分校の絶対的エース「みゆきちゃん」こと民謡歌手の藤原美幸とエビ中のコラボレーション。
- 「ドンパン節」の普及活動をしている「ドンパン娘」とエビ中のコラボレーション。
- 「買い物しようと町田へ」の歌詞に登場する地名を全て秋田の地名に入れ替えた「買い物しようと秋田へ」の披露（2016年）。
- 関向良子と小林歌穂によるオープニング中に秋田犬がサプライズ登場（2017年）。
- エビ中メンバーと秋田のご当地アイドルグループ「pramo」メンバーの総勢11人による「サドンデス」（ダンスサドンデス）の披露（2017年）。
- 夏の甲子園で明桜高等学校（当時）吹奏楽部が演奏した応援歌「明桜SURVIVOR」（めいおうサバイバー、「MISSION SURVIVOR」のアレンジ）を披露（2017年）。
- ABS秋田放送の関向良子アナウンサーが入社2年目に開催の第1回秋田分校（2015年）から出演している。2015年当時、生徒会長の小林歌穂と中山莉子はエビ中に転入して2年目だった[44]。
- 秋田のローカルヒーロー「超神ネイガー」（ちょうじんネイガー）のステージショー。邪神クレーガ、ほじなし戦闘員ホジーネ、エビ中メンバー星名美怜に瓜二つの新人子分”ホッジーネ”ら悪党が秋田分校を乗っ取ろうとするのを阻止する。